# Itaíba
Itaíba là một đô thị thuộc bang Pernambuco, Brasil. Đô thị này có diện tích 1073,2 km², dân số năm 2007 là 26486 người, mật độ 24,68 người/km².